# Natriummetaborat
Natriummetaborat ist eine anorganische chemische Verbindung des Natriums aus der Gruppe der Borate.

## Gewinnung und Darstellung
Natriummetaborat kann durch Reaktion von Natriumcarbonat mit Borsäure gewonnen werden.
{\displaystyle \mathrm {Na_{2}CO_{3}+2\ H_{3}BO_{3}\longrightarrow 2\ NaBO_{2}+CO_{2}+3\ H_{2}O} }
Natriummetaborat kann auch durch Reaktion von Natriumhydroxid mit Natriumtetraborat gewonnen werden. Das Dihydrat entsteht durch Erhitzen einer Aufschlämmung des Tetrahydrates über 54 °C. Das Tetrahydrat wandelt sich bei 120 °C in das Anhydrat um.
Natriummetaborat entsteht auch bei der Reaktion von Wasser mit Natriumperborat.

## Eigenschaften
Natriummetaborat ist ein weißer geruchloser Feststoff, der löslich in Wasser ist. Er besitzt eine trigonale Kristallstruktur (a = 1192,5 pm, c = 643,9 pm) mit der Raumgruppe R3c (Raumgruppen-Nr. 167). Das bei Raumtemperatur stabile Dihydrat besitzt eine trikline Kristallstruktur.

## Verwendung
Natriummetaborat wird als Additiv für fotografische Entwickler, galvanische Bäder und Herbizide verwendet.